# 5564 Hikari
5564 Hikari eller 1991 VH2 är en asteroid i huvudbältet som upptäcktes den 9 november 1991 av de båda japanska astronomerna Seiji Ueda och Hiroshi Kaneda i Kushiro. Den är uppkallad efter Hikari Ueda.
Asteroiden har en diameter på ungefär 6 kilometer.